# Saganthit Kyun
Saganthit Kyun o isla Saganthit (antes conocida también como isla Sellore) es una isla en el archipiélago de Mergui, cerca a la costa occidental de la península de Malaca, al sur de Birmania (Myanmar). Su superficie es de 257 km², al sur de su territorio se encuentra la también isla de Kanmaw Kyun, al este las islas de Sabi y Parker y más al norte la de Kadan Kyun.